# Temporada 2009 del Campeonato Mundial de Supersport

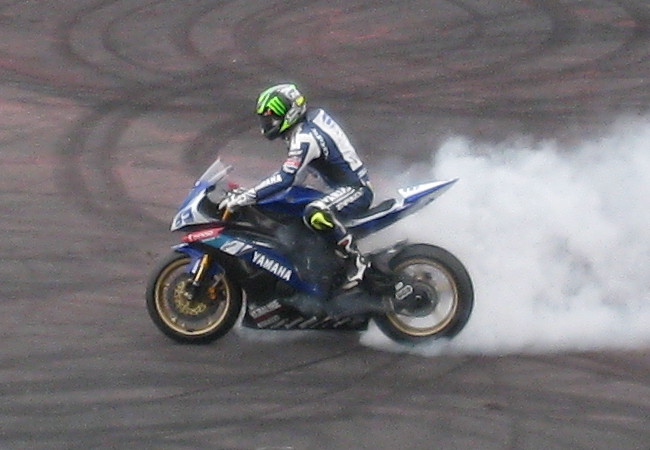
Cal Crutchlow campeón del mundo 2009 del Campeonato Mundial de Supersport

La Temporada 2009 del Campeonato Mundial de Supersport fue la decimoprimera temporada del Campeonato Mundial de Supersport, pero la decimotercera teniendo en cuenta las dos celebradas bajo el nombre de Serie Mundial de Supersport. La temporada comenzó el 1 de marzo en Phillip Island y terminó el 25 de octubre en Portimão después de 14 rondas. El campeonato apoyó el Campeonato Mundial de Superbikes en cada ronda.
A pesar de una victoria en la ronda final de Eugene Laverty, un cuarto lugar de Cal Crutchlow le permitió ganar el campeonato por siete puntos sobre el piloto irlandés.

## Calendario y resultados
El calendario provisional se distribuyó entre los equipos en octubre de 2008, y fue oficializado por la FIM en la siguiente Asamblea General.
| Ronda | País            | Circuito                           | Fecha            | Pole position  | Vueltaa Rápida | Piloto Ganador | Equipo Ganador          |
| ----- | --------------- | ---------------------------------- | ---------------- | -------------- | -------------- | -------------- | ----------------------- |
| 1     | Australia       | Circuito de Phillip Island         | 1 de marzo       | Kenan Sofuoğlu | Andrew Pitt    | Kenan Sofuoğlu | Ten Kate Honda          |
| 2     | Catar           | Losail International Circuit       | 14 de marzo      | Cal Crutchlow  | Andrew Pitt    | Eugene Laverty | Parkalgar Honda         |
| 3     | España          | Circuit Ricardo Tormo              | 5 de abril       | Cal Crutchlow  | Cal Crutchlow  | Cal Crutchlow  | Yamaha World Supersport |
| 4     | Países Bajos    | TT Circuit Assen                   | 26 de abril      | Cal Crutchlow  | Cal Crutchlow  | Eugene Laverty | Parkalgar Honda         |
| 5     | Italia          | Autodromo Nazionale Monza          | 10 de mayo       | Cal Crutchlow  | Cal Crutchlow  | Cal Crutchlow  | Yamaha World Supersport |
| 6     | Sudáfrica       | Kyalami                            | 17 de mayo       | Cal Crutchlow  | Eugene Laverty | Eugene Laverty | Parkalgar Honda         |
| 7     | Estados Unidos  | Miller Motorsports Park            | 31 de mayo       | Joan Lascorz   | Kenan Sofuoğlu | Kenan Sofuoğlu | Ten Kate Honda          |
| 8     | San Marino      | Misano World Circuit               | 21 de junio      | Michele Pirro  | Cal Crutchlow  | Cal Crutchlow  | Yamaha World Supersport |
| 9     | Reino Unido     | Donington Park                     | 28 de junio      | Cal Crutchlow  | Cal Crutchlow  | Cal Crutchlow  | Yamaha World Supersport |
| 10    | República Checa | Masaryk Circuit                    | 26 de julio      | Cal Crutchlow  | Cal Crutchlow  | Fabien Foret   | Yamaha World Supersport |
| 11    | Alemania        | Nürburgring                        | 6 de septiembre  | Cal Crutchlow  | Cal Crutchlow  | Cal Crutchlow  | Yamaha World Supersport |
| 12    | Italia          | Autodromo Enzo e Dino Ferrari      | 27 de septiembre | Cal Crutchlow  | Cal Crutchlow  | Kenan Sofuoğlu | Ten Kate Honda          |
| 13    | Francia         | Circuit de Nevers Magny-Cours      | 4 de octubre     | Cal Crutchlow  | Cal Crutchlow  | Joan Lascorz   | Provec Kawasaki         |
| 14    | Portugal        | Autódromo Internacional do Algarve | 25 de octubre    | Eugene Laverty | Joan Lascorz   | Eugene Laverty | Parkalgar Honda         |

## Pilotos y equipos
| Equipo                                     | Constructor | Moto                | No  | Piloto                   | Rondas         |
| ------------------------------------------ | ----------- | ------------------- | --- | ------------------------ | -------------- |
| HANNspree Ten Kate Honda                   | Honda       | Honda CBR600RR      | 1   | Andrew Pitt              | All            |
| HANNspree Ten Kate Honda                   | Honda       | Honda CBR600RR      | 54  | Kenan Sofuoğlu           | All            |
| JW Racing                                  | Triumph     | Triumph Daytona 675 | 4   | James Westmoreland       | 9              |
| YZF Yamaha                                 | Yamaha      | Yamaha YZF-R6       | 5   | Doni Tata Pradita        | 1–8, 11–14     |
| YZF Yamaha                                 | Yamaha      | Yamaha YZF-R6       | 132 | Sheridan Morais          | 10             |
| Linxcel-Seton Tuning                       | Yamaha      | Yamaha YZF-R6       | 6   | Hudson Kennaugh          | 9              |
| Intermoto Czech                            | Honda       | Honda CBR600RR      | 7   | Patrik Vostárek          | 1–10           |
| Intermoto Czech                            | Honda       | Honda CBR600RR      | 55  | Massimo Roccoli          | All            |
| Intermoto Czech                            | Honda       | Honda CBR600RR      | 66  | Jiří Brož                | 10             |
| Intermoto Czech                            | Honda       | Honda CBR600RR      | 199 | Olivier Four             | 12–14          |
| HANNspree Honda Althea Honda Althea Racing | Honda       | Honda CBR600RR      | 8   | Mark Aitchison           | All            |
| HANNspree Honda Althea Honda Althea Racing | Honda       | Honda CBR600RR      | 14  | Matthieu Lagrive         | 1–7, 13        |
| HANNspree Honda Althea Honda Althea Racing | Honda       | Honda CBR600RR      | 15  | Jason O'Halloran         | 10             |
| HANNspree Honda Althea Honda Althea Racing | Honda       | Honda CBR600RR      | 40  | Flavio Gentile           | 8–9, 12, 14    |
| Kuja Racing                                | Honda       | Honda CBR600RR      | 9   | Danilo Dell'Omo          | 1–6, 8–14      |
| Echo CRS Grand Prix                        | Honda       | Honda CBR600RR      | 11  | Fabrizio Perotti         | 7              |
| Echo CRS Grand Prix                        | Honda       | Honda CBR600RR      | 16  | Sam Lowes                | 10–14          |
| Echo CRS Grand Prix                        | Honda       | Honda CBR600RR      | 25  | Michael Laverty          | 8–14           |
| Echo CRS Grand Prix                        | Honda       | Honda CBR600RR      | 32  | Fabrizio Lai             | 1–6            |
| Echo CRS Grand Prix                        | Honda       | Honda CBR600RR      | 83  | Russell Holland          | 1–7            |
| TNT Racing                                 | Yamaha      | Yamaha YZF-R6       | 12  | Franco Battaini          | 5              |
| Stiggy Racing Honda                        | Honda       | Honda CBR600RR      | 13  | Anthony West             | 1–13           |
| Stiggy Racing Honda                        | Honda       | Honda CBR600RR      | 105 | Gianluca Vizziello       | 1–11           |
| MS Racing                                  | Triumph     | Triumph Daytona 675 | 19  | Paweł Szkopek            | 1–2            |
| MS Racing                                  | Triumph     | Triumph Daytona 675 | 22  | Robert Mureșan           | 12–14          |
| MS Racing                                  | Triumph     | Triumph Daytona 675 | 96  | Matej Smrž               | 1–5, 8–11      |
| Kawasaki Motocard.com                      | Kawasaki    | Kawasaki ZX-6R      | 21  | Katsuaki Fujiwara        | All            |
| Kawasaki Motocard.com                      | Kawasaki    | Kawasaki ZX-6R      | 26  | Joan Lascorz             | All            |
| MS Romania Racing                          | Triumph     | Triumph Daytona 675 | 22  | Robert Mureșan           | 8–11           |
| ParkinGO Triumph BE1                       | Triumph     | Triumph Daytona 675 | 23  | Chaz Davies              | 12–14          |
| ParkinGO Triumph BE1                       | Triumph     | Triumph Daytona 675 | 24  | Garry McCoy              | All            |
| ParkinGO Triumph BE1                       | Triumph     | Triumph Daytona 675 | 47  | Luca Pedersoli           | 12             |
| ParkinGO Triumph BE1                       | Triumph     | Triumph Daytona 675 | 69  | Gianluca Nannelli        | 1–11           |
| ParkinGO Triumph BE1                       | Triumph     | Triumph Daytona 675 | 82  | Julien Enjolras          | 13             |
| Veidec Racing RES Software                 | Honda       | Honda CBR600RR      | 25  | Michael Laverty          | 6              |
| Veidec Racing RES Software                 | Honda       | Honda CBR600RR      | 28  | Arie Vos                 | All            |
| Veidec Racing RES Software                 | Honda       | Honda CBR600RR      | 36  | Martín Cárdenas          | 14             |
| Veidec Racing RES Software                 | Honda       | Honda CBR600RR      | 127 | Robbin Harms             | 1–4, 7–12      |
| Holiday Gym Racing                         | Yamaha      | Yamaha YZF-R6       | 25  | Michael Laverty          | 7              |
| Holiday Gym Racing                         | Yamaha      | Yamaha YZF-R6       | 27  | Twan van Poppel          | 4              |
| Holiday Gym Racing                         | Yamaha      | Yamaha YZF-R6       | 34  | Emanuele Russo           | 12             |
| Holiday Gym Racing                         | Yamaha      | Yamaha YZF-R6       | 71  | José Morillas            | 1–2, 5–6       |
| Holiday Gym Racing                         | Yamaha      | Yamaha YZF-R6       | 88  | Yannick Guerra           | All            |
| Holiday Gym Racing                         | Yamaha      | Yamaha YZF-R6       | 101 | Kev Coghlan              | 8–9, 11, 13–14 |
| Markbilt Racebikes                         | Yamaha      | Yamaha YZF-R6       | 29  | Melissa Paris            | 7              |
| RES Software Veidec Racing                 | Honda       | Honda CBR600RR      | 30  | Jesco Günther            | 1–13           |
| Puccetti Racing                            | Kawasaki    | Kawasaki ZX-6R      | 33  | Cristiano Migliorati     | 12             |
| Yamaha World Supersport Team               | Yamaha      | Yamaha YZF-R6       | 35  | Cal Crutchlow            | All            |
| Yamaha World Supersport Team               | Yamaha      | Yamaha YZF-R6       | 99  | Fabien Foret             | All            |
| Boucher Racing Team                        | Honda       | Honda CBR1000RR     | 38  | Marie-Josée Boucher      | 7              |
| WCR Byke Service                           | Yamaha      | Yamaha YZF-R6       | 44  | Alessandro Brannetti     | 8              |
| Node 4 Yamaha                              | Yamaha      | Yamaha YZF-R6       | 45  | Dan Linfoot              | 13             |
| Parkalgar Honda                            | Honda       | Honda CBR600RR      | 50  | Eugene Laverty           | All            |
| Parkalgar Honda                            | Honda       | Honda CBR600RR      | 117 | Miguel Praia             | All            |
| Yamaha Lorenzini by Leoni                  | Yamaha      | Yamaha YZF-R6       | 51  | Michele Pirro            | All            |
| Hoegee Suzuki Team                         | Suzuki      | Suzuki GSX-R600     | 53  | Alessandro Polita        | 4–7            |
| Hoegee Suzuki Team                         | Suzuki      | Suzuki GSX-R600     | 77  | Barry Veneman            | 1–7            |
| Hoegee Suzuki Team                         | Suzuki      | Suzuki GSX-R600     | 78  | Shaun Geronimi           | 1–3            |
| VD Sleen/VD Heyden                         | Yamaha      | Yamaha YZF-R6       | 57  | Kervin Bos               | 4              |
| Marne Motor Sport                          | Yamaha      | Yamaha YZF-R6       | 61  | Fabrice Auger            | 13             |
| Direct CCTV Racedays                       | Honda       | Honda CBR1000RR     | 74  | Glenn Irwin              | 12             |
| Apex Racing                                | Yamaha      | Yamaha YZF-R6       | 75  | Oleg Pianykh             | 7              |
| Bazza Racing                               | Honda       | Honda CBR1000RR     | 77  | Barry Veneman            | 8              |
| George White Ten Kate Racing               | Honda       | Honda CBR1000RR     | 77  | Barry Veneman            | 9–14           |
| EmTek Racing Kawasaki                      | Kawasaki    | Kawasaki ZX-6R      | 86  | Robert Portman           | 6              |
| SWIGZ.COM Pro Racing                       | Suzuki      | Suzuki GSX-R1000    | 89  | Chip Yates               | 7              |
| G-LAB Racing Sport Evolution               | Triumph     | Triumph Daytona 675 | 91  | Kevin Wahr               | 11             |
| Sterken Racing                             | Honda       | Honda CBR1000RR     | 94  | Marcel van Nieuwenhuizen | 4              |
| Taylor Racing                              | Honda       | Honda CBR1000RR     | 111 | Ryan Taylor              | 7              |
| LW Bogdanka Racing Team                    | Yamaha      | Yamaha YZF-R6       | 122 | Marcin Walkowiak         | 14             |
| Nelson Racing                              | Yamaha      | Yamaha YZF-R6       | 126 | Andrew Nelson            | 7              |

| Leyenda             | Leyenda |
| ------------------- | ------- |
| Piloto Titular      |         |
| Piloto Invitado     |         |
| Piloto de reemplazo |         |

## Estadísticas

### Campeonato de Pilotos
| Pos. | Piloto               | Moto     | AUS | QAT | SPA | NED | ITA | RSA | USA | SMR | GBR | CZE | GER | ITA | FRA | POR | Pts |
| ---- | -------------------- | -------- | --- | --- | --- | --- | --- | --- | --- | --- | --- | --- | --- | --- | --- | --- | --- |
| 1    | Cal Crutchlow        | Yamaha   | 4   | 3   | 1   | 2   | 1   | 2   | 3   | 1   | 1   | Ret | 1   | Ret | 2   | 4   | 243 |
| 2    | Eugene Laverty       | Honda    | 5   | 1   | 9   | 1   | 5   | 1   | 2   | 2   | 5   | 5   | 2   | 2   | 13  | 1   | 236 |
| 3    | Kenan Sofuoğlu       | Honda    | 1   | 4   | 3   | 5   | 9   | 5   | 1   | Ret | 4   | 9   | Ret | 1   | 3   | 2   | 189 |
| 4    | Joan Lascorz         | Kawasaki | 8   | 13  | 19  | 3   | 2   | 4   | 4   | 4   | 2   | 3   | 3   | Ret | 1   | Ret | 163 |
| 5    | Fabien Foret         | Yamaha   | 7   | Ret | 10  | 4   | 3   | Ret | 5   | 8   | Ret | 1   | 5   | 3   | Ret | 8   | 123 |
| 6    | Andrew Pitt          | Honda    | 2   | 2   | 13  | Ret | 5   | 6   | 7   | Ret | 10  | 10  | 7   | 6   | 6   | 11  | 119 |
| 7    | Anthony West         | Honda    | 3   | 9   | 2   | 7   | Ret | 8   | 10  | 7   | Ret | 2   | 15  | 8   | 4   |     | 117 |
| 8    | Garry McCoy          | Triumph  | 14  | 7   | Ret | 15  | 8   | 7   | 6   | Ret | 3   | 8   | 8   | 5   | Ret | 3   | 98  |
| 9    | Mark Aitchison       | Honda    | 6   | 15  | 4   | 6   | Ret | 3   | Ret | 5   | Ret | Ret | 6   | Ret | 5   | 5   | 93  |
| 10   | Katsuaki Fujiwara    | Kawasaki | 17  | Ret | 5   | 14  | 6   | 13  | 13  | 6   | Ret | 4   | Ret | Ret | 7   | 13  | 73  |
| 11   | Massimo Roccoli      | Honda    | 9   | 8   | 14  | 13  | Ret | 12  | 23  | 3   | Ret | 7   | 4   | Ret | 8   | Ret | 70  |
| 12   | Michele Pirro        | Yamaha   | 12  | 11  | 7   | 10  | 7   | 9   | 8   | Ret | 15  | Ret | Ret | 11  | 10  | 6   | 70  |
| 13   | Barry Veneman        | Suzuki   | 13  | 10  | 8   | 8   | 13  | Ret | 14  |     |     |     |     |     |     |     | 58  |
| 13   | Barry Veneman        | Honda    |     |     |     |     |     |     |     | Ret | 6   | 11  | 12  | 14  | Ret | 9   | 58  |
| 14   | Matthieu Lagrive     | Honda    | 11  | 6   | 6   | Ret | 16  | 10  | 9   |     |     |     |     |     | 9   |     | 45  |
| 15   | Miguel Praia         | Honda    | Ret | 12  | 18  | Ret | 17  | 14  | 11  | 10  | Ret | Ret | 11  | 9   | 12  | 10  | 40  |
| 16   | Gianluca Nannelli    | Triumph  | 10  | 19  | Ret | 12  | 10  | Ret | 16  | 9   | 8   | Ret | Ret |     |     |     | 31  |
| 17   | Robbin Harms         | Honda    | 15  | 5   | 12  | 9   | Inj | Inj | Ret | Ret | Ret | Ret | 9   | DNS |     |     | 30  |
| 18   | Gianluca Vizziello   | Honda    | Ret | 14  | 11  | Ret | 14  | 17  | 15  | 11  | 7   | 14  | 13  |     |     |     | 29  |
| 19   | Danilo dell'Omo      | Honda    | 21  | 16  | Ret | 18  | 19  | 15  | Inj | 13  | 9   | 12  | 10  | 10  | NC  | 17  | 27  |
| 20   | Chaz Davies          | Triumph  |     |     |     |     |     |     |     |     |     |     |     | 4   | Ret | 7   | 22  |
| 21   | Sheridan Morais      | Yamaha   |     |     |     |     |     |     |     |     |     | 6   |     |     |     |     | 10  |
| 22   | Michael Laverty      | Honda    |     |     |     |     |     | 11  |     | Ret | 20  | 13  | 18  | Ret | Ret | 14  | 10  |
| 22   | Michael Laverty      | Yamaha   |     |     |     |     |     |     | 17  |     |     |     |     |     |     |     | 10  |
| 23   | Patrik Vostárek      | Honda    | 18  | Ret | 16  | 11  | Inj | DNS | Ret | Ret | 12  | Ret |     |     |     |     | 9   |
| 24   | Olivier Four         | Honda    |     |     |     |     |     |     |     |     |     |     |     | 13  | 11  | 20  | 8   |
| 25   | Doni Tata Pradita    | Yamaha   | Ret | 20  | 15  | Ret | 17  | 14  | 11  | Ret |     |     | Ret | Ret | Ret | 16  | 8   |
| 26   | Kev Coghlan          | Yamaha   |     |     |     |     |     |     |     | Ret | 13  |     | 20  |     | 14  | 15  | 6   |
| 27   | James Westmoreland   | Triumph  |     |     |     |     |     |     |     |     | 11  |     |     |     |     |     | 5   |
| 28   | Franco Battaini      | Yamaha   |     |     |     |     | 11  |     |     |     |     |     |     |     |     |     | 5   |
| 29   | Flavio Gentile       | Honda    |     |     |     |     |     |     |     | 12  | 17  |     |     | 15  |     | 17  | 5   |
| 30   | Martín Cárdenas      | Honda    |     |     |     |     |     |     |     |     |     |     |     |     |     | 12  | 4   |
| 31   | Cristiano Migliorati | Kawasaki |     |     |     |     |     |     |     |     |     |     |     | 12  |     |     | 4   |
| 32   | Arie Vos             | Honda    | 22  | 17  | 17  | 16  | 20  | 19  | 18  | 14  | 16  | 17  | 21  | 16  | 15  | Ret | 3   |
| 33   | Kevin Wahr           | Triumph  |     |     |     |     |     |     |     |     |     |     | 14  |     |     |     | 2   |
| 34   | Hudson Kennaugh      | Yamaha   |     |     |     |     |     |     |     |     | 14  |     |     |     |     |     | 2   |
| 35   | Yannick Guerra       | Yamaha   | 25  | 21  | 20  | 22  | Ret | 22  | 22  | 15  | 19  | 19  | 22  | DNQ | NC  | 18  | 1   |
| 36   | Jesco Günther        | Honda    | 20  | Ret | Ret | Ret | 18  | Ret | 19  | Ret | Ret | 15  | 19  | DNS | Ret |     | 1   |
| 37   | Alessandro Polita    | Suzuki   |     |     |     | Ret | 15  | Ret | 20  |     |     |     |     |     |     |     | 1   |
| Pos. | Piloto               | Moto     | AUS | QAT | SPA | NED | ITA | RSA | USA | SMR | GBR | CZE | GER | ITA | FRA | POR | Pts |

| Color     | Resultado                                                               |
| --------- | ----------------------------------------------------------------------- |
| Oro       | Ganador                                                                 |
| Plata     | 2.ª plaza                                                               |
| Bronce    | 3.ª plaza                                                               |
| Verde     | Finalizó en los puntos                                                  |
| Azul      | Finalizó sin puntos                                                     |
| Azul      | NC - No clasificado                                                     |
| Violeta   | Ret - No terminó (Carrera)                                              |
| Rojo      | DNQ - No se clasificó                                                   |
| Negro     | DSQ - Descalificado                                                     |
| Blanco    | DNS - No empezó (carrera)                                               |
| Blanco    | WD - Retirado (fin de semana)                                           |
| Blanco    | C - Carrera cancelada                                                   |
| Sin color | DNP - Inscrito pero no participó                                        |
| Sin color | INJ - Lesionado                                                         |
| Sin color | EX - Excluido                                                           |
| Estado    | Resultado                                                               |
| Negrita   | Pole position                                                           |
| Cursiva   | Vuelta rápida                                                           |
| †         | Abandona, pero clasifica al completar el porcentaje requerido para ello |

### Campeonato de constructores
| Campeonato de constructores 2009 | Campeonato de constructores 2009 | Campeonato de constructores 2009 | Campeonato de constructores 2009 | Campeonato de constructores 2009 | Campeonato de constructores 2009 | Campeonato de constructores 2009 | Campeonato de constructores 2009 | Campeonato de constructores 2009 | Campeonato de constructores 2009 | Campeonato de constructores 2009 | Campeonato de constructores 2009 | Campeonato de constructores 2009 | Campeonato de constructores 2009 | Campeonato de constructores 2009 | Campeonato de constructores 2009 | Campeonato de constructores 2009 |
| Pos.                             | Constructor                      | AUS                              | QAT                              | SPA                              | NED                              | ITA                              | RSA                              | USA                              | SMR                              | GBR                              | CZE                              | GER                              | ITA                              | FRA                              | POR                              | Pts                              |
| -------------------------------- | -------------------------------- | -------------------------------- | -------------------------------- | -------------------------------- | -------------------------------- | -------------------------------- | -------------------------------- | -------------------------------- | -------------------------------- | -------------------------------- | -------------------------------- | -------------------------------- | -------------------------------- | -------------------------------- | -------------------------------- | -------------------------------- |
| 1                                | Honda                            | 1                                | 1                                | 2                                | 1                                | 4                                | 1                                | 1                                | 2                                | 4                                | 2                                | 2                                | 1                                | 3                                | 1                                | 297                              |
| 2                                | Yamaha                           | 4                                | 3                                | 1                                | 2                                | 1                                | 2                                | 3                                | 1                                | 1                                | 1                                | 1                                | 3                                | 2                                | 4                                | 284                              |
| 3                                | Kawasaki                         | 8                                | 13                               | 5                                | 3                                | 2                                | 4                                | 4                                | 4                                | 2                                | 3                                | 3                                | 7                                | 1                                | 13                               | 186                              |
| 4                                | Triumph                          | 10                               | 7                                | Ret                              | 12                               | 8                                | 7                                | 6                                | 9                                | 3                                | 8                                | 8                                | 4                                | 16                               | 3                                | 114                              |
| 5                                | Suzuki                           | 13                               | 10                               | 8                                | 8                                | 13                               | Ret                              | 14                               |                                  |                                  |                                  |                                  |                                  |                                  |                                  | 30                               |
| Pos.                             | Constructor                      | AUS                              | QAT                              | SPA                              | NED                              | ITA                              | RSA                              | USA                              | SMR                              | GBR                              | CZE                              | GER                              | ITA                              | FRA                              | POR                              | Pts                              |